# Girassol (escola de samba)
O Grêmio Recreativo Escola de Samba Girassol é uma escola de samba da cidade de Maceió, no estado de Alagoas.
Criada em 1972, é composta atualmente por 450 componentes. Em 2000, conquistou o título com o enredo sobre Carmem Miranda, intitulado "A Trajetória de uma Exuberante Portuguesa".
Em 2006, sagrou-se campeã do carnaval maceioense, com o enredo "Um Gigante Numa Terra Carente de Saúde e Educação", em uma apuração bastante acirrada. Após um empate no número de pontos com a Gaviões da Pajuçara, a Girassol foi declarada campeã pelo somatório das melhores notas.
Venceu novamente o Carnaval de 2011, ao abordar um enredo afro.

## Presidentes
| Período | Presidente                      | Ref. |
| ------- | ------------------------------- | ---- |
| ?-?     | (antecessor)                    |      |
|         | Raimundo Nonato Lopes de Araújo |      |

| Período | Presidente de honra | Ref. |
| ------- | ------------------- | ---- |
| ?-?     | Sr. Mário           |      |

## Diretores
| Ano  | Diretor de Carnaval | Diretor geral de harmonia | Mestre de bateria | Ref. |
| ---- | ------------------- | ------------------------- | ----------------- | ---- |
| 2014 |                     |                           | José Carlos       |      |
| 2015 |                     |                           |                   |      |

## Casal de Mestre-sala e Porta-bandeira
| Ano  | Nome            | Ref. |
| ---- | --------------- | ---- |
| 2014 | Nayara e Agenor |      |
| 2015 |                 |      |

## Rainhas de bateria
| Período | Nome          | Ref. |
| 2014    | Nayara Thalia |      |
| 2015    |               |      |

## Carnavais
| Ano                                                                    | Colocação     | Grupo | Enredo                                                             | Carnavalesco | Ref         |
| ---------------------------------------------------------------------- | ------------- | ----- | ------------------------------------------------------------------ | ------------ | ----------- |
| 2000                                                                   | Campeã        | I     | A Trajetória de uma Exuberante Portuguesa                          |              |             |
| Não desfilou entre 2001 e 2003                                         |               |       |                                                                    |              |             |
| 2006                                                                   | Campeã        | I     | Um Gigante Numa Terra Carente de Saúde e Educação                  |              |             |
| 2007                                                                   | Não oficial   | I     | Viva a Terra de Alagoas                                            |              |             |
| 2008                                                                   | Não desfilou  |       |                                                                    |              | [ 6 ]       |
| 2009                                                                   | 4° lugar      | I     | Mãe Natureza, Que Beleza. Se Bem Cuidada, Vida é Saúde com Certeza |              |             |
| 2011                                                                   | Campeã        | Único | A Influência da Cultura Negra no Brasil                            |              | [ 5 ]       |
| Não houve desfile em 2012                                              |               |       |                                                                    |              |             |
| Não ocorreu competição em 2013 apenas desfiles nos bairros das escolas |               |       |                                                                    |              |             |
| 2014                                                                   | Vice-campeã   | Único | No espetáculo do samba sua majestade Peró encanta                  |              | [ 7 ] [ 8 ] |
| 2015                                                                   | Sem avaliação | Único | Uma terra de beleza mil, nasce uma cidade histórica no Brasil      |              | [ 9 ]       |